# Anomiopus idei
Anomiopus idei är en skalbaggsart som beskrevs av Canhedo 2006. Anomiopus idei ingår i släktet Anomiopus och familjen bladhorningar. Inga underarter finns listade i Catalogue of Life.